# المنتجات الحيوانية في المستحضرات الدوائية
تدخل المنتجات الحيوانية في المستحضرات الدوائية بصفتها مكونات فعالة أو غير فعالة، وتشمل المكونات غير الفعالة المواد المثبِتة والمغلِفة والحاملة والمالئة والملونة. يمكن أيضًا استخدام الحيوانات ومنتجاتها في إنتاج الأدوية دون أن تدخل في المنتج نفسه.
يتزايد الاهتمام بالجوانب الدينية والثقافية والأخلاقية وبأهمية الكشف عن المكونات الحيوانية في المستحضرات الصيدلانية من قبل المرضى وخاصة النباتيين الذين يمتنعون عن استخدام المنتجات الحيوانية. الأدوية النباتية هي الأدوية والمكملات الغذائية التي لا تحتوي على أي مكونات من أصل حيواني. يمكن الإشارة إلى أن المنتج نباتي إما من خلال الإعلان الذاتي للشركة أو بشهادة من منظمة تابعة لجهة خارجية، مثل جمعية النباتيين أو منظمة بيتا.

## الرغبة في معرفة المكونات
يوجد اهتمام عام بمعرفة ما إذا كانت الأدوية والمكملات الغذائية تحتوي على مكونات حيوانية المصدر. في دراسة أجريت على 100 شخص، أفاد 84% أنهم لا يعرفون أن الكثير من الأدوية تحتوي على مكونات مشتقة من مصادر حيوانية. نحو 63% من الناس يريدون أن يخبرهم أطباؤهم، و35% يريدون أن يبلغهم مقدمو الرعاية الصحية الآخرون (الصيادلة والممرضات)، عند استخدام هذه الأدوية. توجد بدائل للكثير من المكونات المشتقة من الحيوانات، ويحاول مقدمو الرعاية الصحية بشكل متزايد رفع الوعي بالأدوية الخالية من المنتجات الحيوانية في ممارستهم الطبية.

اتصلت دراسة أجرتها بي إم سي ميديكال إثيكس عام 2013 بفروع تابعة لستة من أكبر الديانات في العالم. ومن بين الديانات التي تواصل الباحثون معها، أظهر ثلاثة من المستجيبين أنهم لا يوافقون على استخدام المنتجات الحيوانية في المستحضرات الصيدلانية، وخلص الدارسون إلى ما يلي:
«تتعارض القوانين الدينية مع بعض أنظمة العلاج. من الضروري الحصول على موافقة مستنيرة من المرضى قبل استخدام الأدوية والزرعات ذات المحتوى الحيواني أو البشري. ومع ذلك، فإن المعلومات حول أصل المكونات في الأدوية ليست متاحة دائما للممارسين الصحيين».
وبالمثل، ناقش تحليل أجرته بي إم جيه عام 2014 نقص المعلومات حول المكونات المتاحة للأطباء. وفقًا للمقال، «تحتوي معظم الأدوية الموصوفة في الرعاية الأولية على منتجات مشتقة من الحيوانات» و «الكشف عن المحتوى الحيواني في الأدوية والسواغات من شأنه أن يساعد المرضى على اتخاذ قرار شخصي مستنير».

## المكونات الفعالة في الأدوية والمكملات الغذائية

### الطب الحيوي
- استُخدم الأنسولين المأخوذ من الماشية والخنازير منذ عشرينيات القرن العشرين، وظل الشكل السائد للأنسولين المستخدم على مدى عقود. رُكب أول أنسولين بشري صنعي باستخدام الجراثيم في عام 1978 في الولايات المتحدة، توقف تصنيع الأنسولين البقري في عام 1998، وتوقف تصنيع أنسولين الخنزير في عام 2006.[10][11]
- بريمارين (علاج هرموني بديل)، هو هرمون أستروجين مقترن. كان يُؤخذ في البداية على هيئة مستحضر مأخوذ من بول الأفراس الحوامل. يتوفر الدواء اليوم على هيئة منتج صنعي بالكامل.[12][13]

### المكملات الغذائية
- يستخرج الجلوكوزامين، المستخدم في المكملات الغذائية التي تُسوَق لمرضى هشاشة العظام، من الكيتين المأخوذ من المحار. يتوفر الجلوكوزامين من مصادر غير حيوانية أيضًا.[14]
- يؤخذ الغضروف باعتباره مكملًا غذائيًا من مصادر حيوانية. يُسوق بشكل صريح أو ضمني لفائدة تناول غضاريف سمك القرش باعتبارها تعالج مختلف الأمراض أو تقي منها، بما في ذلك السرطان. لا يوجد إجماع على أن غضروف سمك القرش مفيد في علاج السرطان أو الوقاية منه أو من الأمراض الأخرى.[15]

### الطب الصيني التقليدي
يستخدم الطب الصيني التقليدي قرابة 1000 نوع نباتي و36 نوعًا من الحيوانات. تشمل المكونات الحيوانية المستخدمة في الطب الصيني التقليدي أجزاء حيوانية مثل عظام النمر وقرون وحيد القرن وقرون الغزلان وصفراء الثعابين. ارتبط استخدام الأجزاء الحيوانية في الطب الصيني التقليدي ارتباطًا مؤكدًا بانقراض الحياة البرية. أحد الأمثلة على هذا الرابط هو تجارة آكل النمل الحرشفي، التي أدت إلى تسمية هذا الحيوان «أكثر الثدييات التي يُتاجر بها في العالم» في عام 2020.